# Palaquium philippense
Palaquium philippense är en tvåhjärtbladig växtart som först beskrevs av Perr., och fick sitt nu gällande namn av Charles Budd Robinson. Palaquium philippense ingår i släktet Palaquium och familjen Sapotaceae. IUCN kategoriserar arten globalt som sårbar.
Artens utbredningsområde är Filippinerna. Inga underarter finns listade i Catalogue of Life.

## Bildgalleri

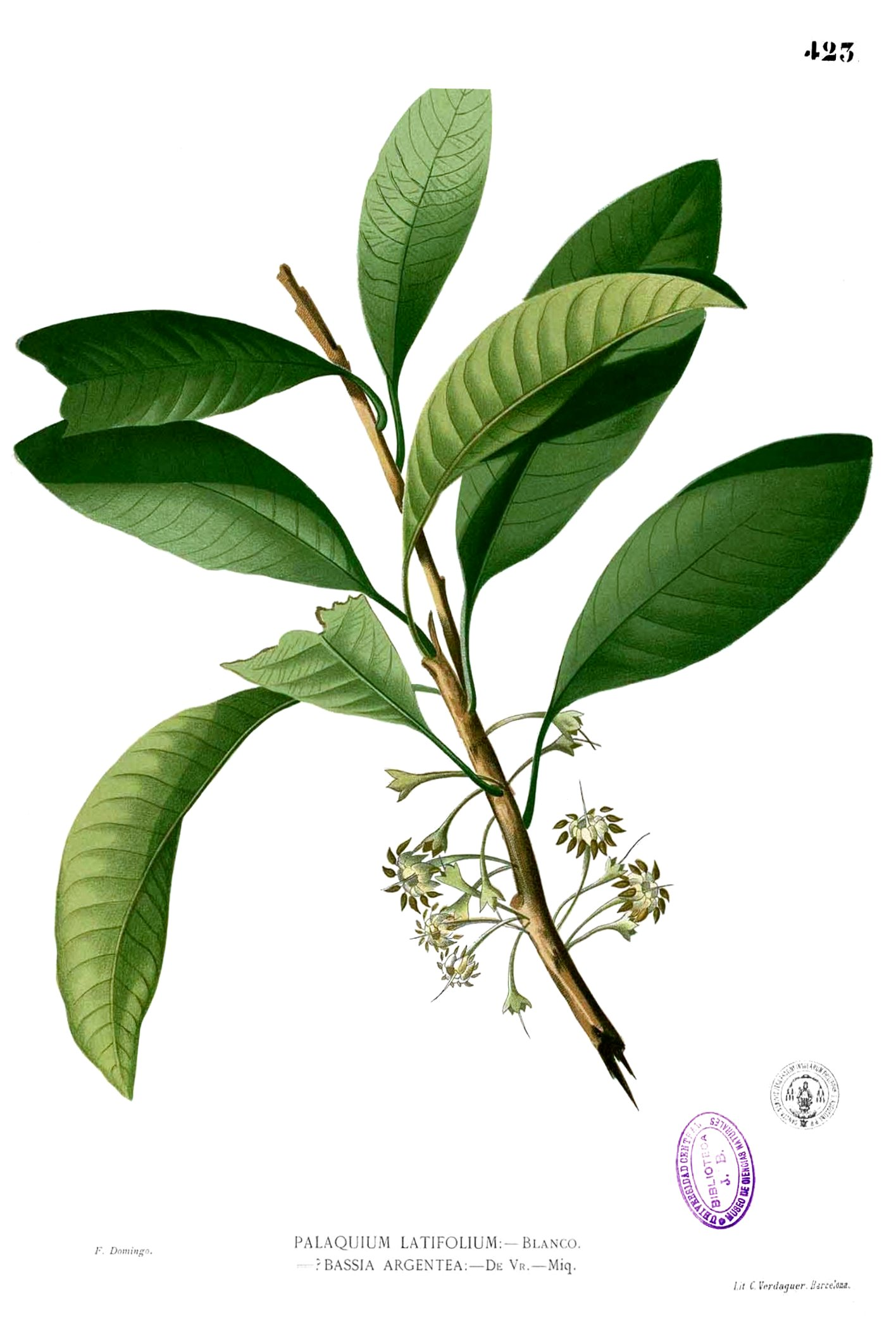
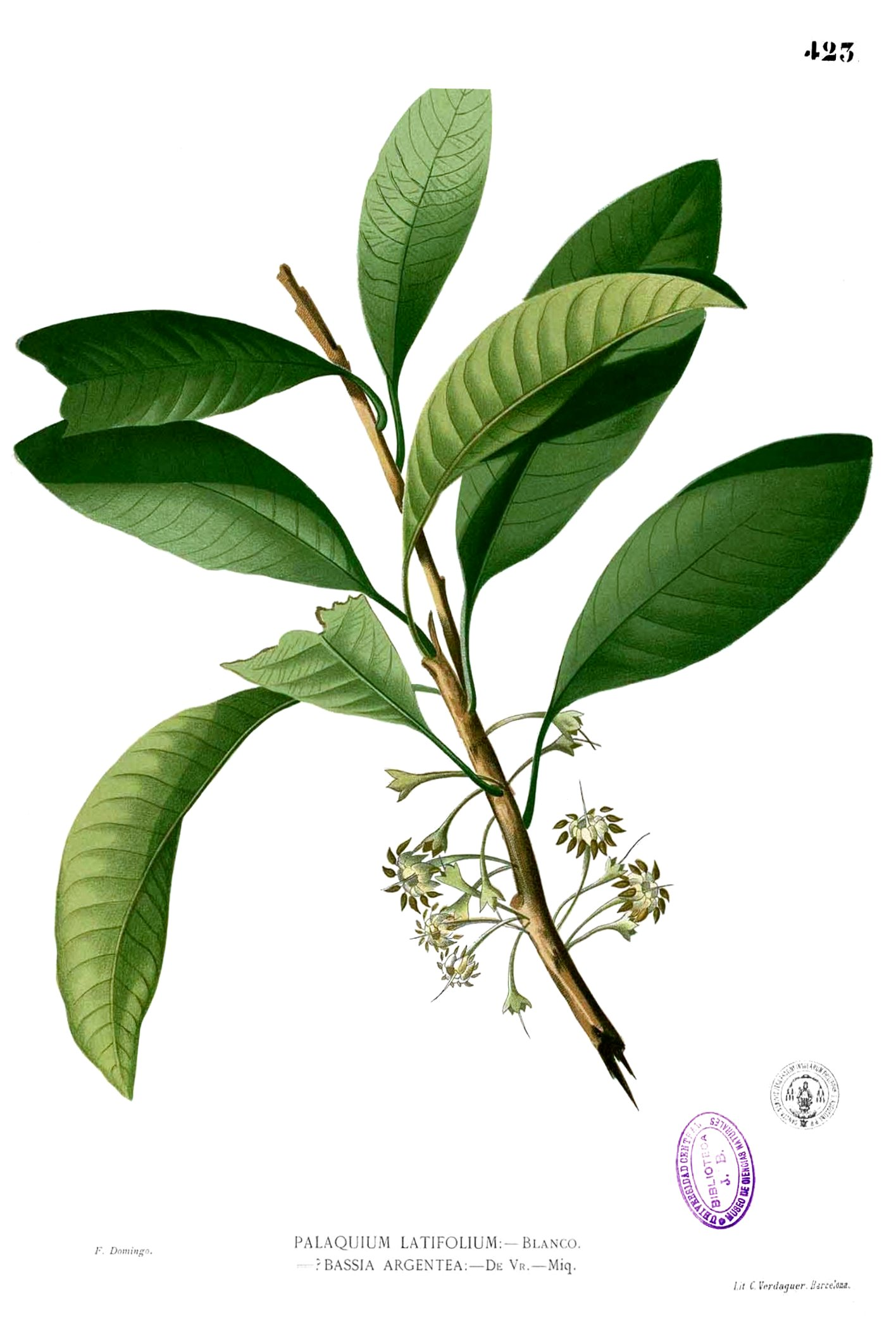